# Деспића кућа
Деспића кућа је музеј-кућа у Сарајеву. Кућа приказује културу становања богате, трговачке, cрпске православне породице Деспић. Налази се на углу Обале Кулина бана и Деспићеве улице у старом дијелу Сарајева, недалеко од Принциповог моста и у власништву је Музеја Сарајева, као његов депанданс.
Десића кућа је проглашена националним спомеником Босне и Херцеговине 2005. године.

## Историја
Кућа је грађена у неколико фаза у три различита периода. Најстарији део датира из 17. века. Кућа је припадала имућној, српској православној, породици Деспић која је кућу поклонила граду Сарајеву заједно са још једним објектом у којем је данас смјештен Музеј књижевности и позоришне уметности.
Значај куће је у чињеници да су се у њој одигравале прве класичне позоришне представе тако да се овај објекат може сматрати претечом савременог позоришта у Сарајеву.